# Íñigo Eguaras
Íñigo Eguaras Álvarez (Ansoáin, 7 marzo 1992) è un calciatore spagnolo, centrocampista svincolato.

## Caratteristiche tecniche
Mediano con un’ottima visione di gioco, è molto bravo in fase difensiva, in cui risulta particolarmente abile nel recuperare palloni in mezzo al campo.

## Carriera
Cresciuto nel settore giovanile dell’Athletic Bilbao, in cui è entrato a 12 anni, nel 2010 inizia la propria carriera professionistica con il Baskonia, mentre nella stagione successiva viene promosso nel Bilbao Athletic. Con la seconda squadra del club basco resta fino al 2014, quando si trasferisce al Sabadell.
Il 17 luglio 2015 passa al Mirandés, con cui firma un biennale. Rimasto svincolato, il 13 giugno 2017 viene tesserato dal Real Saragozza.

## Statistiche

### Presenze e reti nei club
Statistiche aggiornate al 24 agosto 2018.
| Stagione              | Squadra               | Campionato            | Campionato | Campionato | Coppe nazionali | Coppe nazionali | Coppe nazionali | Coppe continentali | Coppe continentali | Coppe continentali | Altre coppe | Altre coppe | Altre coppe | Totale | Totale |
| Stagione              | Squadra               | Comp                  | Pres       | Reti       | Comp            | Pres            | Reti            | Comp               | Pres               | Reti               | Comp        | Pres        | Reti        | Pres   | Reti   |
| --------------------- | --------------------- | --------------------- | ---------- | ---------- | --------------- | --------------- | --------------- | ------------------ | ------------------ | ------------------ | ----------- | ----------- | ----------- | ------ | ------ |
| 2014-2015             | Sabadell              | SD                    | 34         | 1          | CR              | 2               | 0               | -                  | -                  | -                  | -           | -           | -           | 36     | 1      |
| 2015-2016             | Mirandés              | SD                    | 35         | 4          | CR              | 3               | 0               | -                  | -                  | -                  | -           | -           | -           | 38     | 4      |
| 2016-2017             | Mirandés              | SD                    | 34         | 3          | CR              | 1               | 1               | -                  | -                  | -                  | -           | -           | -           | 35     | 4      |
| Totale Mirandés       | Totale Mirandés       | Totale Mirandés       | 69         | 7          |                 | 4               | 1               |                    | -                  | -                  |             | -           | -           | 73     | 8      |
| 2017-2018             | Real Saragozza        | SD                    | 38+2       | 0          | CR              | 2               | 0               | -                  | -                  | -                  | -           | -           | -           | 42     | 0      |
| 2018-2019             | Real Saragozza        | SD                    | 0          | 0          | CR              | 0               | 0               | -                  | -                  | -                  | -           | -           | -           | 0      | 0      |
| Totale Real Saragozza | Totale Real Saragozza | Totale Real Saragozza | 38+2       | 0          |                 | 2               | 0               |                    | -                  | -                  |             | -           | -           | 42     | 0      |
| Totale carriera       | Totale carriera       | Totale carriera       | 141+2      | 8          |                 | 8               | 1               |                    | -                  | -                  |             | -           | -           | 151    | 9      |

## Palmarès

### Club

#### Competizioni nazionali
- Segunda División: 1

Almería: 2021-2022
- Coppa di Slovenia: 1

Celje: 2024-2025